# Tom Krestesen
Tom Krestesen, född den 8 maj 1927 i Kolding, Danmark, död 24 augusti 2017, var en danskfödd målare, verksam i Sverige.

## Biografi
Krestesen var son till den danske målaren, Kresten Krestensen, och studerade vid Århus Tekniska Skola 1944 – 1948 och upplevde andra världskriget som tonåring. Han flyttade som 21-åring till Sverige och studerade vid Kungliga konsthögskolan i Stockholm 1950 – 1956. Hans lärare där var bland annat Sven X:et Erixson och Olle Nyman.
Krestensens måleri hade ett danskt inflytande från konstnärer som Poul Ekelund och Harald Giersing och hans tidigaste måleri är bilder dramatiska på det psykologiska planet och med ett särskilt allvar.
Från poetisk kubism i landskap och naturmotiv övergick han på 1960-talet till ett mörkare dramatiskt måleri i förtätade landskap eller kompositioner med kämpande gestalter.
Bland offentliga uppdrag som Krestesen utfört kan nämnas en gobeläng och glasfönster för Statens Rättsläkarstation, Karolinska Sjukhuset Stockholm, gobeläng för Stockholms Skoldirektion, Olja Nacka Sjukhus, Jönköpings nya Lasarett, Gobeläng till L.M. Ericsson, gobeläng Sveriges Riksbank.
Hans konst finns representerad på Moderna museet, Nationalmuseum och Sveriges riksbank, samtliga i Stockholm, Nasjonalgalleriet  i Oslo, Gripsholms slott, Islands konstmuseum i Reykjavik, Statens Museum for Kunst i Köpenhamn, Trondheims fasta samlingar, Borås konstmuseum, Kalmar konstmuseum, Eskilstuna stadsmuseum, Norrköpings konstmuseum, Västerås konstmuseum, Västerbottens museum, Örebro läns museum, Regionmuseet Kristianstad, Ystads konstmuseum och Sundsvalls museum, Göteborgs konstmuseum.
Till juni 2015 var Krestesen även representerad vid Sveriges geologiska undersökning i Uppsala genom sitt verk "Fris om liv". På begäran av ledningen togs konstverket ned eftersom man inte ansåg att det överensstämde med SGU:s värdegrund och jämställdhetssyn.

### Utmärkelser
- 1999: Prins Eugen-medaljen

### Webbkällor
- Tom Krestesens webbplats
- Galleri Helle
- Vem är det 1993